# Electrician

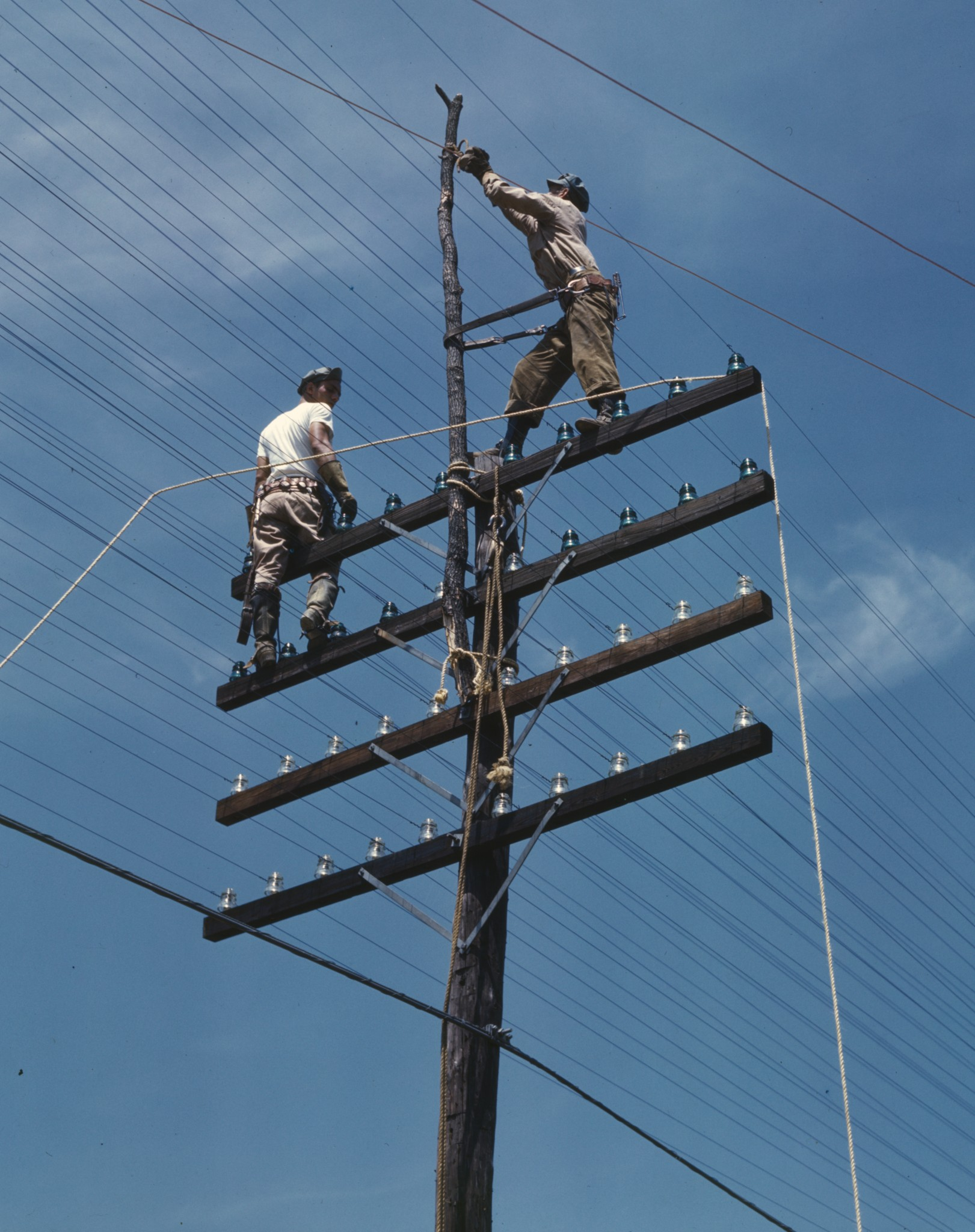
Electricieni de rețea în Tennessee, 1942

Un electrician este un profesionist (meseriaș) pregătit pentru domeniul instalațiilor și utilajelor electrice. El devine competent prin pregătire profesională pentru construcția, instalarea, întreținerea, modificarea și repararea acestora fie că ele există în interiorul clădirilor sau sunt în exterior. În activitatea de electrician, trebuie respectate o serie de norme tehnice specifice, de standarde. Asta este verificat de factori autorizați competenți. Electricienii pot să lucreze pentru a monta în faza inițială un sistem electric, o instalație electrică, sau ulterior pentru întreținerea (mentenanța) acestora. Electricienii pot, de asemenea să fie specializați în instalații electrice existente la bordul autovehiculelor, a navelor maritime, aeronavelor sau a unor platforme mobile.

## Terminologie
Electricienii au fost inițial oameni care au demonstrat sau studiat principiile electricității, adesea generatoare electrostatice de o formă sau alta.

## Domenii de activitate
Un electrician este un meseriaș ce poate și să întemeieze o firmă electrică proprie, caz în care necesită autorizare de la instituția specializată în autorizări de acest gen, sau poate fi angajat al unei unei firme, companii de electricitate specializată în servicii electrice. În general locul de exercitare a profesiei de electrician este în:
- Firmă (companie) de servicii electrice (instalații și/sau utilaje, aparate), în domeniul instalării și/sau întreținerii (conservării)
- Întreprindere (firmă) de producție (industrială, economică etc.)
- Întreprindere (companie) de furnizare și distribuție de energie electrică
- Firmă (companie) comercială cu profil tehnic electric

## Competențe și capabilități
Electricienii trebuie să dispune de capacități profesionale care să le faciliteze:
- Montare de instalații și rețele electrice conform documentațiilor tehnice
- Instalare și punere în stare de funcționare a aparatelor, mașinilor și utilajelor electrice la parametrii lor normali de funcționare
- Efectuare de revizii tehnice, întreținere și reparații la instalații, mașini, utilaje electrice
- Efectuare de întreținere și reparații la instalații automatizate
- Executare de modificări și recondiționări tehnice la instalații electrice
- Executare de măsurători electrice după instalări și/sau reparații la mașini și utilaje, cât și apreciere a stării lor tehnice

## Tendință profesională
Datorită creșterii complexității în câmpul de activitate, prin elemente de tehnologie ridicată, se constată (negeneralizat) includerea în domeniul competenței de electrician a unor elemente de tehnică electronică. De asemenea, unele activități din domeniul tehnicilor de telecomunicații, pot fi incluse în câmpul de competență profesională a electricienilor, bineînțeles printr-o adecvată instruire. Totuși, rămâne o deosebire clară în ceea ce privește programele de instruire a electricienilor și electroniștilor, și consecvent între competențele lor  profesionale ulterioare.

## Obiecte ale profesiei
Concret, electricienii instalează, întrețin, (mențin în stare de funcționare) instalații și utilaje electrice. De asemenea ei instalează, întrețin (conservă) și repară aparate electrice și mijloace de funcționare electrică cum ar fi:
- Aparate și elemente de conectare și comutare electrică
- Aparate industriale și comerciale cu funcționare electrică
- Mașini electrice, motoare electrice
- Prize electrice de contact și prize electrice de legături
- Corpuri de iluminat electrice, lămpi electrice
- Aparatură de uz casnic

## Unelte (scule) necesare
Pentru efectuarea lucrărilor la și pentru instalații și mașini electrice, electricienii folosesc scule adecvate scopului și împrejurărilor, care contribuie la asigurarea calității lucrărilor și (unele dintre ele) la protecția tehnicianului:
- Clești diferiți: clește universal (patent), clește de tăiat lateral, clește cu vârf (ascuțit), clește de dezizolare
- Șurubelnițe de diferite mărimi și forme ale capului activ; șurubelnițe izolante
- Ciocan de lipit conductori (letcon)
- Freză de perete (zid), mașină de găurit portabilă
- (Instrument) Aparat de măsurare a tensiunilor, curenților, rezistențelor electrice (Ohmmetru). Acesta trebuie verificat periodic.

Uneltele electricianului trebuie folosite doar pentru lucrările adecvate, care nu le suprasolicită și deci nu le afectează negativ calitățile specifice.

## Echipament de protecție
Pe lângă pericolele la locul de muncă cu care se confruntă în general lucrătorii industriali, electricienii sunt de asemenea, expuși în mod deosebit la rănirea cauzată de electricitate. Un electrician poate suferi un șoc electric din cauza contactului direct cu conductorii circuitului sub tensiune sau din cauza tensiunii parazite cauzate de defecțiuni ale unui sistem. Electricienii poartă pe timpul efectuării lucrărilor echipament de protecție: pantaloni de protecție, mănuși de protecție izolante, cizme de protecție izolante, ochelari contrapraf, ochelari anti-scânteie (electrică) ș.a. Echipamentul de protecție specific (mănuși, cizme, clești izolanți) trebuie periodic verificat și notificat de o autoritate tehnică competentă, care confirmă (sau nu) calitatea lui. Dacă un sistem nu poate fi scos sub tensiune, se folosesc instrumente izolate; chiar și liniile de transmisie de înaltă tensiune pot fi reparate în timp ce sunt sub tensiune, atunci când este necesar.
Lucrătorii electricieni, care include electricieni, au reprezentat 34% din totalul electrocutărilor muncitorilor din domeniul construcțiilor din Statele Unite între 1992–2003.

## Curenți slabi, curenți tari, înalte tensiuni
Câmpul de activitate al electricienilor cuprinde de obicei domeniul curenți slabi și curenți tari. Pentru domeniul tensiunilor înalte este necesară autorizare și instruire specială adecvată. Cele trei domenii de curenți (lucru) se caracterizează specific astfel: 
- Instalații electrice de curenți slabi: unde tensiunea de lucru nu este (de regulă) mai mare de 24 V
- Instalații electrice de curenți tari: unde tensiunea electrică nominală este mai mare decât 24 V, dar nu depășește limita de 1.000 V
- Instalații și rețele de înaltă tensiune sunt cele cu tensiune electrică mai mare de 1.000 V.